# McLaren M4B
McLaren M4B je McLarnov dirkalnik Formule 1, ki je bil v uporabi v sezoni 1967, ko je z njim dirkal Bruce McLaren. Na debiju na Veliki nagradi Monaka je bil sicer dirkalnik konkurenčen in Bruce McLaren je osvojil solidno četrto mesto. Toda, to je bilo le zaradi specifične steze, ki je dirkalniku z majhno medosno razdaljo ustrezala, toda na ostalih hitrejših dirkališčih ne bi mogel biti konkurenčen, zato ga je le po dveh dirkah zamenjal nov dirkalnik McLaren M5A.